# Ottarps församling
Ottarps församling var en församling i Lunds stift och i Helsingborgs kommun. Församlingen uppgick 2006 i Landskrona församling.

## Administrativ historik
Församlingen har medeltida ursprung. 
Församlingen var tidigt annexförsamling i pastoratet Härslöv och Ottarp för att därefter från omkring 1536 till 1962 utgöra ett eget pastorat. Från 1962 till en tidpunkt mellan 1998 och 2002 annexförsamling i pastoratet Härslöv och Ottarp som före 1995 även omfattade församlingarna Säby, Vadensjö och örja. en tidpunkt mellan 1998 och 2002 till 2006 annexförsamling i pastoratet Landskrona, Sankt Ibb, Härslöv och Ottarp. Församlingen uppgick 2006 i Landskrona församling.

## Kyrkor
- Ottarps kyrka